# Eemskanaal
Het Eemskanaal verbindt de stad Groningen (het Verbindingskanaal / Oosterhaven, Winschoterdiep en Van Starkenborghkanaal) met Delfzijl (de Eems). Het kanaal is aangelegd tussen 1866 en 1876 en is in 1953 verbreed.
Het kanaal is een belangrijke scheepvaartverbinding (geschikt voor coasters) en is tegelijk de belangrijkste waterafvoer van het noordoosten van Drenthe (de Hunze en de Drentsche Aa) en het gebied rond Hoogezand en Sappemeer, waar zich veel scheepsbouw bevindt.

## Geschiedenis
In het eerste decennium van de 19e eeuw begon de afwatering in Drenthe en Groningen zorgen te baren. Het afgraven van de veengebieden deed de afwatering sterk toenemen. Al dit water moest via Groningen en het Reitdiep naar de Lauwerszee stromen. Deze afwatering liep niet goed vanwege de relatief hoge ebstanden en dit probleem werd verergerd bij een aanhoudende westenwind.
Ir. Kornelis van Rijn kwam met het plan de afwatering te verleggen naar de Dollard. Er lagen al plannen voor een kanaal voor de scheepvaart tussen de provinciale hoofdstad en Delfzijl en dit kon tegelijk voor de afwatering dienstdoen. In 1877 kwam het Groot Scheepvaart Kanaal gereed (later hernoemd tot Eemskanaal). Bij Delfzijl zijn een spui- en schutsluis aangelegd. Het kanaal voldeed zeer goed als afwateringskanaal, door de stroming werd het kanaal breder en bleef goed op diepte. Voor de scheepvaart was dit op zijn minst hinderlijk; de hoeveelheid af te voeren water was groot en bij het spuien kon de stroomsnelheid een top van 1 meter/seconde bereiken waardoor scheepvaartverkeer eigenlijk onmogelijk was. Het Damsterdiep verloor na de opening van het Eemskanaal haar rol als scheepvaartweg.
In 1953 werden de plannen voor verbeteringen aan het Eemskanaal goedgekeurd. Het kanaal kreeg een bodembreedte van 24 meter, dit was in de oude situatie tussen de 12 en 16 meter. Verder werd het kanaal verdiept naar 5,2 meter bij Groningen en, in verband met de afwatering, tot 5,8 meter bij Delfzijl. Het kanaal is verbreed naar maximaal 60 meter bij Delfzijl. Deze werkzaamheden en de bouw van drie nieuwe bruggen en een zeesluis bij Farmsum vergden een investering van 35 miljoen gulden. Op 27 juni 1967, na een bouwperiode van 13 jaar, werd het vernieuwde kanaal officieel geopend.

## Beschrijving
Het kanaal is 26,5 km lang en 60 meter breed. Die breedte heeft ervoor gezorgd dat het kanaal ook deels gemeentegrens is geworden. Een klein deel van de gemeente Ten Boer lag ten oosten van het kanaal en lag daardoor nogal geïsoleerd ten opzichte van het hoofddorp. Dat deel, onder andere de buurtschappen Blokum, Roeksweer en Heidenschap, werd daarom bij de gemeente Slochteren gevoegd.
In 1958 is bij Delfzijl de verbinding met open zee vervangen. De oude verbinding wordt sindsdien alleen gebruikt voor het afwateren, terwijl de scheepvaart gebruikmaakt van de nieuwe verbinding. In hetzelfde jaar werd ook de Oosterhornhaven aangelegd, waar zich nu het grootste industrieterrein van Delfzijl bevindt (onder andere op de plaats van het voormalige dorp Heveskes).
Er liggen zes bruggen over het Eemskanaal met een minimale breedte voor de scheepvaart van 16 meter. Daarvan behoren vier tot de oorspronkelijke 16 bruggen in het kanaal; twee zijn er nieuw bij gekomen, namelijk in de ringweg (Beneluxweg) om Groningen en de N33 tussen Appingedam en Delfzijl (wordt in de toekomst vervangen door een aquaduct). De namen van de bruggen zijn, achtereenvolgens van Groningen naar Delfzijl: Driebondsbrug, Borgbrug, Bloemhofbrug, Woldbrug, Eelwerderbrug en ten slotte de brug bij Farmsum over het binnenhoofd van de zeesluis.
Als gevolg van de bodemdaling door aardgaswinning zijn de laatste grote aanpassingen aan de oeverconstructies en dijken van het Eemskanaal uitgevoerd in de periode 1993 tot en met 1995.
In 2011 werd bekend dat het kanaal in eigendom, beheer en onderhoud door de provincie Groningen aan Rijkswaterstaat zal worden overgedragen.

## Reconstructie vaarroute Lemmer-Delfzijl
Rijkswaterstaat is gestart met een reconstructie van de Hoofdvaarweg Lemmer-Delfzijl. De vaarroute loopt via het Prinses Margrietkanaal naar het Van Starkenborghkanaal en eindigt in het Eemskanaal. Dit traject is een van de drukste en belangrijkste van Nederland. Het vervoer van goederen via deze route blijft groeien en ook de pleziervaart neemt toe. Om deze groei op te vangen en de doorstroming van de scheepvaart te bevorderen en veilig te houden, wordt de vaarweg verbreed en verdiept. Als eerste wordt de vaarweg verruimd, zodat deze straks geschikt is voor de grootste schepen, klasse Va. Verder wordt een deel van de oevers aangepast en zes bruggen worden vervangen. De werkzaamheden worden rond 2017 afgerond.

## Gevaar voor dijkdoorbraak
In de ochtend van 6 januari 2012 werden inwoners van Woltersum verplicht geëvacueerd omdat de Eemskanaaldijk ter hoogte van het dorp ernstig verzwakt was door het aanhoudend hoge water. De dijk lekte kwelwater. De kans op een dijkdoorbraak was klein, maar mocht het gebeurd zijn dan waren de gevolgen groot. Inwoners van delen van Wittewierum, Ten Post en Ten Boer moesten ook hun huizen verlaten. Als tijdelijke oplossing werd in februari de kade bij Woltersum verstevigd met een extra kleilaag.
Medio 2012 maakte waterschap Noorderzijlvest bekend € 1,1 miljoen te investeren in de versteviging van enkele delen van de Eemskanaalkade Noordzijde. De kade ter hoogte van Woltersum, Hoeksmeer, Tuikwerd en Borgbrug werden nog hetzelfde jaar verstevigd met een stalen damwand. Deze werkzaamheden stonden in de planning voor 2016, maar zijn vanwege het hoge water in januari 2012 vervroegd.

## Bruggen
Over het kanaal liggen, van Groningen naar Delfzijl, de volgende bruggen:
| Km.: | Naam:                     | Soort:                              | Traject:                              | Afbeelding: |
| ---- | ------------------------- | ----------------------------------- | ------------------------------------- | ----------- |
| 1,2  | Driebondsbrug             | verkeersbrug (basculebrug)          | Groningen - Eemshaven                 |             |
| 2,8  | Borgbrug                  | verkeersbrug (ophaalbrug)           | Lewenborg - Meerstad (Borgweg)        |             |
| 12,5 | Bloemhofbrug              | verkeersbrug (ophaalbrug)           | Ten Post - Schildwolde (Woldjerweg)   |             |
| 19,7 | Woldbrug                  | verkeersbrug (ophaalbrug)           | Laskwerd - Appingedam (Woldweg)       |             |
| 21,8 | Eelwerderbrug             | verkeersbrug (basculebrug)          | Assen - Eemshaven (Flikkezijlsterweg) |             |
| 24,3 | Brug 15*                  | verkeersbrug (ophaalbrug)           | Delfzijl - Farmsum (Hogelandsterweg)  |             |
| 25,5 | Ophaalbrug Oude Zeesluis* | verkeersbrug (ophaalbrug)           | Delfzijl - Farmsum (Nieuweweg)        |             |
| 26,0 | Zeesluis Farmsum          | verkeersbrug (ophaalbrug)           | Delfzijl - Weiwerd                    |             |
| 26,1 | Zeesluis Farmsum          | verkeersbrug spoorbrug (ophaalbrug) | Delfzijl - Weiwerd Stamlijn Delfzijl  |             |

* Deze bruggen liggen over het Oude Eemskanaal.

## Roeiwedstrijden
Van 1964 tot en met 1990 werd de Martini Regatta verroeid op het Eemskanaal. Aanvankelijk tussen Ruischerbrug en Oosterhoogebrug op een speciaal verbreed stuk waarmee een vierploegenbaan beschikbaar was. Vanaf 1983 vonden de wedstrijden plaats op een ander deel van het kanaal, in de gemeente Slochteren, omdat het oorspronkelijke traject wegens de bouw van een brug niet meer beschikbaar was.
Sinds 1988 organiseert de Groninger Studenten Roeivereniging Aegir op het Eemskanaal de zes km lange roeiwedstrijd De Hel van het Noorden, die voorheen op het Van Starkenborghkanaal werd gevaren.